# Partido Nepalí de la Buena Voluntad
El Partido Nepalí de la Buena Voluntad (PNBV) (en nepalí: नेपाल सदभावना पार्ती) era un partido político democrático de Nepal que lucha por los derechos de los Madhesi. Fue fundado en 1985 como Consejo Nepalí de la Buena Voluntad por Gajendra Narayan Singh.
En el ámbito interior su objetivo es favorecer los intereses de los Madhesi que viven en la región de Terai, al sureste del país, favoreciendo la introducción del hindi como segunda lengua nacional y apoyando una estructura social basada en el socialismo democrático. Durante el periodo de la Guerra Fría defendió el establecimiento de relaciones especiales con la India basadas en la política de los países no alineados.
El PSN tomó parte en distintas coaliciones de gobierno durante la década de 1990. En las últimas elecciones legislativas antes de que el Rey de Nepal tomase el poder absoluto, el 3 y el 16 de mayo de 1999, el PNBV obtuvo un 3,2 % de votos y 5 de los 205 escaños en liza.
En 1990 se transformó en el Partido Nepalí de la Buena Voluntad. Desde entonces ha sufrido cuatro escisiones internas. La última ocurrió el 26 de marzo de 2003, cuando un sector liderado por Mandal apoyó el golpe de Estado del rey mientras el sector liderado por Anandidevi Singh apoyaba a la oposición. El sector de Mandal ganó el reconocimiento oficial de la Comisión Electoral, mientras los seguidores de Anandidevi Singh form un partido paralelo, Partido Nepalí de la Buena Voluntad (Anandidevi). En 2006, el Partido Nepalí de la Buena Voluntad se unificó al Partido Nepalí de la Buena Voluntad (Anandidevi).